# Stanley Plotkin
Stanley A. Plotkin est un médecin américain. Il a travaillé tant comme consultant pour les fabricants de vaccins, tels que Sanofi Pasteur, que pour des entreprises de biotechnologie, des organismes à but non lucratif et différents gouvernements. Dans les années 1960, il a joué un rôle essentiel dans la découverte du vaccin contre la rubéole, alors qu'il travaillait au Wistar Institute de Philadelphie. Plotkin a été membre de la faculté de recherche de Wistar de 1960 à 1991. En plus de son statut de chercheur émérite à Wistar, il est professeur émérite de pédiatrie à l'université de Pennsylvanie. Son livre Vaccines, est la référence scientifique sur le sujet,. Il est rédacteur en chef de la revue  Clinical and Vaccine Immunology, qui est publiée par la Société américaine de microbiologie à Washington.

## Jeunesse et études
Stanley Alan Plotkin est né le 12 mai 1932 à New York City, de l'union de Lee et Joseph Plotkin, immigrés juifs d'Angleterre. Son père travaille comme télégraphiste commercial, tandis que sa mère, femme au foyer, s'occupe de lui et de sa jeune sœur, Brenda.
Adolescent, Stanley Plotkin fréquente la Bronx High School of Science à New York City, New York. À l'âge de quinze ans, c'est en lisant deux livres, Arrowsmith (un roman de Sinclair Lewis) et Microbe Hunters (une fiction scientifique de Paul de Kruif), racontant l'histoire de scientifiques qui s'efforcent de découvrir les causes des maladies et de créer des vaccins contre celles-ci, que Stanley Plotkin a su qu'il voulait étudier la médecine. Après avoir obtenu son diplôme de la Bronx High School of Science en 1948, il poursuit son parcours académique à l'université de New York  et y obtient une licence en 1952.
En 1956, il obtient son diplôme de médecine de la faculté de médecine de l'université d'État de New York, SUNY Downstate Medical Center, et achève son parcours de formation en médecine en 1962 à la Perelman School of Medicine at the University of Pennsylvania,.

## Carrière
Stanley Plotkin a travaillé au Wistar Institute of Anatomy and Biology (en), où il a développé plusieurs vaccins, dont les principaux sont les vaccins contre la rubéole, la rage, le rotavirus et le cytomégalovirus (CMV). Il a mis au point un vaccin contre la rubéole, basé sur la souche RA 27/3 du virus, qui a été mis à la disposition du public en 1969. Ce vaccin a conduit à l'éradication de la maladie aux États-Unis en 2005, selon les Centers for Disease Control and Prevention.
Durant les années 1960 et 1970, en collaboration avec Tadeusz Wiktor et Hilary Koprowski, Stanley Plotkin a produit un vaccin humain contre la rage. Ce vaccin peut être utilisé comme mesure préventive pour les personnes qui présentent un risque accru de contracter la rage, ainsi que comme traitement pour celles qui ont été récemment exposées à la maladie, prévenant l'infection dans près de 100 % des cas.
Un autre vaccin que Plotkin a co-développé, en collaboration avec H. Fred Clark et Paul Offit, cible le rotavirus. En 2006, le vaccin de l'équipe a été intégré au calendrier vaccinal recommandé pour les bébés aux États-Unis.
Dans les années 1970, Plotkin a dirigé le développement d'un vaccin expérimental contre le CMV. Ce vaccin, développé à partir d'un CMV atténué, n'a pas encore fait l'objet d'une production commerciale.

## Prix et distinctions
- 1987: Prix James D. Bruce Memorial, American College of Physicians[10]
- 1993: Titre de Médecin Emérite, Pediatric Infectious Disease Society[11]
- 1995: Prix Ed Nowakowski Senior Memorial Clinical Virology, Pan American Society for Clinical Virology[12]
- 1998: Chevalier de la Légion d'Honneur (France)[13]
- 2002: Récipiendaire de la médaille d'or Albert B. Sabin[14]
- 2005: Élu membre de la National Academy of Medicine[15]
- 2007: Élu membre associé étranger de l'Académie Nationale de Médecine[16]
- 2009: Prix Maxwell Finland Award for Scientific Achievement[17]
- 2009: Titre de Docteur Honoris Causa de l'Université Complutense de Madrid[18]
- 2013: Récipiendaire de la médaille Caspar Wistar Medal of Achievement[19]
- 2013: Élu membre associé de l'Académie Nationale de Pharmacie[20]
- 2013-2014: Prix Hamdan Award for Medical Research Excellence - Vaccines[21]
- 2014: Prix Dr. Charles Mérieux Award for Achievement in Vaccinology and Immunology[22]
- 2022: Titre de Docteur Honoris Causa décerné de façon conjointe par l'Université libre de Bruxelles et l'Université d'Anvers[23]

## European Plotkin Institute for Vaccinology
En mai 2020, le Gouvernement Fédéral belge a décidé la mise en place d’une unité de lutte contre les maladies infectieuses, permettant à la Belgique de consolider sa capacité de recherche dans le domaine des vaccins contre les maladies infectieuses émergentes et ré-émergentes,,. Cette mission a été confiée à l’Université d'Anvers et à l’Université libre de Bruxelles (ULB), réunies au sein de l’European Plotkin Institute for Vaccinology (EPIV), inauguré officiellement le 24 mai 2022 en présence de Stanley Plotkin,,,. Les deux institutions se complètent par l’expertise de haut niveau acquise par leurs équipes de recherche : l’évaluation clinique de vaccins pour l’Université d’Anvers, et l’immunologie et la microbiologie pour l’ULB. 

## Vie personnelle
Stanley et Susan Plotkin sont mariés depuis 1980. Ils ont deux enfants, Michael, professeur de biologie, et Alec, qui travaille dans le domaine des technologies de l'information.